# Веурі
Вéурі (фін. Vöyri, швед. Vörå) ― муніципалітет у Фінляндії, розташований у провінції Погʼянмаа на території колишньої губернії Західна Фінляндія. Його населення налічує 6 228 осіб, а площа ― 1 499,91 км². Межує з такими населеними пунктами, як Ісокюре, Мустасаарі, Уусікаарлепюю та Вааса. 
Сучасний муніципалітет Веурі був утворений у 2011 році шляхом обʼєднання колишніх муніципалітетів Веурі-Максамаа та Оравайнен. Муніципалітет є двомовним: 81,5% населення володіють шведською як рідною мовою, а 11,8% фінською. Окрім цього Веурі має власний діалект шведської мови. 

## Історія
На території муніципалітету історично розташовувалися три парафії: Веурі, Оравайнен та Максамаа.

### Доісторичні часи і початок заселення
Знахідки доісторичних часів у Веурі належать до найбагатших у Південній Погʼянмаа та у тих частинах муніципалітету, які піднялись з моря, сягають у часі до 3300 р. до н.е. У Веурі також були знайдені поховання бронзової доби, а у період з пізньої залізної доби до великого переселення народів Веурі був заможним регіоном на території Південної Погʼянмаа. Заселення Веурі продовжувалось і до історичних часів.

### Заснування парафії Веурі у 1550 році
За часів раннього Середньовіччя до Веурі переїжджали поселенці з Сатакунти, а у XVI столітті сюди прибули й шведи; станом на 1550 рік тут налічувалося 200 приблизно будинків. На початку XVI століття Веурі став окремою парафією, від якої пізніще відділилися парафії Оравайнен (1676) та Максамаа (1775). Перша церква у Веурі була збудована ще за середньовіччя на початку XVI століття, а сучасна церква постала у 1627 році.
Селище здавна жило за рахунок сільського господарства, риболовлі та селянського мореплавства, у XVIII столітті набуло поширення й палення дьогтю. Сільське господарство значно розвинулося у ХІХ столітті і громада почала індустріалізуватися.
В Оравайсі 14 вересня 1808 року за часів Російсько-шведської війни відбулася битва при Оровайсі, яка закінчилась поразкою Швеції.

### Після 1868 року

Герб Веурі до 2007 року.

Перші муніципальні збори Веурі відбулися у 1868 році, а у 1876 році було відкрито першу народну школу. Станом на 1900 рік у Веурі налічувався 8431 мешканець. Під час громадянської війни у Фінляндії Веурі був важливою військовою базою білих військ. Наприкінці зими 1918 року тут діяла тимчасова військова школа, де навчали молодших офіцерів. Гвардія, утворена з учнів цього закладу, брала участь у захопленні Тампере.
У 2007 році Веурі обʼєднався з Максамаа у муніципалітет Веурі-Максамаа, але після обʼєднання з Оравайненом у 2011 році назвою нового утворення знову стало Веурі. Автором герба Веурі є геральдист Ґустаф фон Нумерс; сучасний герб Веурі є колишнім гербом Максамаа.

## Колишній муніципалітет Веурі
Колишній муніципалітет Веурі налічував 3513 мешканці (станом на 31 грудня 2005) і мав площу 427,50 км², з яких 2,38 км² займали водойми.

### Населення
Веурі був двомовним муніципалітетом, мовою більшості якого була шведська (майже 85% мовців), а меншості ―фінська (близько 14%).
Населення у Веурі переважно концентрується у селищах Коскебю, Мякіпяа та Рекіе, які знаходяться у центрі Веурі, приблизно у 15 км від національного шосе 8. На півночі Веурі знаходяться зокрема селища Гельнес, Кайтсор, Карвсор, Ковік і Тукор; на півдні Веурі розтащовані селища Берґбю, Ломбю, Єрала та Рейпельт. У східній частині муніципалітету розташовано селище Петтерсбакка, де проживає більша частина фінськомовних мешканців Веурі.

## Географія
Майже всю низинну поверхню з усієї площі Веурі складають поля.
Геологічно Веурі є доволі низинною територією; за низкою фактів можна зробити висновок, що Веурі лежить на території колишнього архіпелагу. На частині його площі заселення існує протягом доволі довгого часу, у той час як низинні землі ще кілька століть тому були вкриті морською водою.

### Села
Адміністративний центр Веурі знаходиться у селі Коскенкюля, де знаходяться офіційні установи та навчальні заклади. Також тут розташована більша частина магазинів та послуг.
- Веурі: Антіала (фін. Antiala, швед. Andkil), Берґбю (швед. Bergby), Бертбю (швед. Bertby), Єрала (швед. Jörala), Калапяа (фін. Kalapää), Каураярві (фін. Kaurajärvi), Кайтсор (швед. Kaitsor), Карвсор (швед. Karvsor), Коскенкюля (фін. Koskenkylä, швед. Koskeby), Ковік (швед. Kovik), Ломбю (швед. Lomby), Лотлакс (швед. Lotlax), Лолакс (швед. Lålax), Міемойнен (фін. Miemoinen, швед. Miemois), Мюрберґсбю (швед. Myrbergsby), Мякіпяа (фін. Mäkipää), Палвіс (швед. Palvis), Петтерінмякі (фін. Petterinmäki, швед. Pettersbacka), Рекіпелто (фін. Rekipelto, швед. Rejpelt), Рекіе (швед. Rökiö), Туккор (фін. Tukkor, швед. Tuckor)
- Максамаа: Брудсунд (швед. Brudsund), Юпсунд (швед. Djupsund), Черклакс (швед. Kärklax), Квімо (швед. Kvimo), церковне селище Максамаа (фін. Maksamaan kirkonkylä, швед. Maxmo Kyrkoby), Серкімо (швед. Särkimo), Тоттесунд (швед. Tottesund), Вестере (швед. Västerö), Еліс (швед. Ölis), Естере (швед. Österö)
- Оравайнен: Кімо (швед. Kimo), Оравайнен (фін. Oravainen, швед. Oravais), Карват (швед. Karvat), Комосса (швед. Komossa), Оксканґар (швед. Oxkangar), Палʼякка (фін. Paljakka, швед. Paljak), Естербю (швед. Österby)

## Економіка
Веурі належить до економічного регіону Вааси, регіональний ВВП якого у 2022 році становив 47 978 євро на мешканця.

### Підприємства
Найбільшими сферами діяльності Веурі є сфера обслуговування та сільське господарство. Найбільшими підприємствами Веурі є компанія-виробник техніки JTK Power та Juhan Paja ― компанія, що організовує спорудження обʼєктів інфраструктури та усні переклади. Тут також діє підприємство Alucar ― виробник накладних конструкцій для автомобілів, що перевозять деревину. Найбільшим платником податку з доходу підприємства у Веурі за 2021 рік було пакувальне підприємство Orapac.

## Населення
У діаграмі представлено зміни у кількості населення Веурі з інтервалом у 5 років починаючи з 1980 року.
| Населення Веурі у 1980–2020 | Населення Веурі у 1980–2020 | Населення Веурі у 1980–2020 | Населення Веурі у 1980–2020 | Населення Веурі у 1980–2020 |
| --------------------------- | --------------------------- | --------------------------- | --------------------------- | --------------------------- |
| рік                         |                             |                             | Мешканців                   |                             |
| 1980                        | 1980                        |                             | 7 652                       | 7 652                       |
| 1985                        | 1985                        |                             | 7 700                       | 7 700                       |
| 1990                        | 1990                        |                             | 7 427                       | 7 427                       |
| 1995                        | 1995                        |                             | 7 298                       | 7 298                       |
| 2000                        | 2000                        |                             | 6 935                       | 6 935                       |
| 2005                        | 2005                        |                             | 6 749                       | 6 749                       |
| 2010                        | 2010                        |                             | 6 689                       | 6 689                       |
| 2015                        | 2015                        |                             | 6 714                       | 6 714                       |
| 2020                        | 2020                        |                             | 6 455                       | 6 455                       |
| Джерело: Tilastokeskus.     |                             |                             |                             |                             |

### Релігія
У селищі Рекіе у кількох кілометрах від центру муніципалітету розташована стара деревʼяна церква Веурі. Згідно із територіальним поділом 2018 року у Веурі діяли наступні парафії Фінської євангельско-лютеранської церкви:
- парафія Веурі (фін. Vöyrin seurakunta, швед. Vörå församling)
  - капеланська парафія Оравайнену (фін. Oravaisten kappeliseurakunta, швед. Oravais kapellförsamling)

З парафій-членів Фінської пʼятдесятницької церкви у Веурі діють дві парафії та самостійна шведськомовна парафія. З парафій Фінляндської православної церкви на території Веурі діє православна парафія Тампере.

## Освіта
У районі Коскенкюля знаходиться школа Tegengrenskolan, яка є загальною старшою школою Веурі, Максамаа та Оравайнена, а з 2011 року ― старшою школою всього нового муніципалітету Веурі. Також у табірному центрі Campus Norrvalla у Веурі діє шведськомовний спортивний ліцей Vörå idrottsgymnasium.

## Культура
Веурі має власний діалект шведської мови.
8 березня 2025 року за висновками Melodifestivalen Швецію на Євробаченні 2025 представлятиме гумористичний гурт KAJ з піснею «Bara bada bastu». Всі учасники групи ― Кевін Гольмстрем, Якоб Норрґорд та Аксель Оман ― родом з Веурі.

### Спорт
У Веурі розташований футбольний клуб «Норрвалла», у якому починав свою карʼєру нинішній капітан збірної Фінляндії з футболу Тім Спарв. Також тут є лижний центр та гора для спуску на лижах, з якої відкривається краєвид на Веурі. Окрім цього тут є можливості для занять плаванням, верховою їздою, боулінгом, трекінгом, гольфом, катанням на роликах та іншими видами спорту.

## Фото

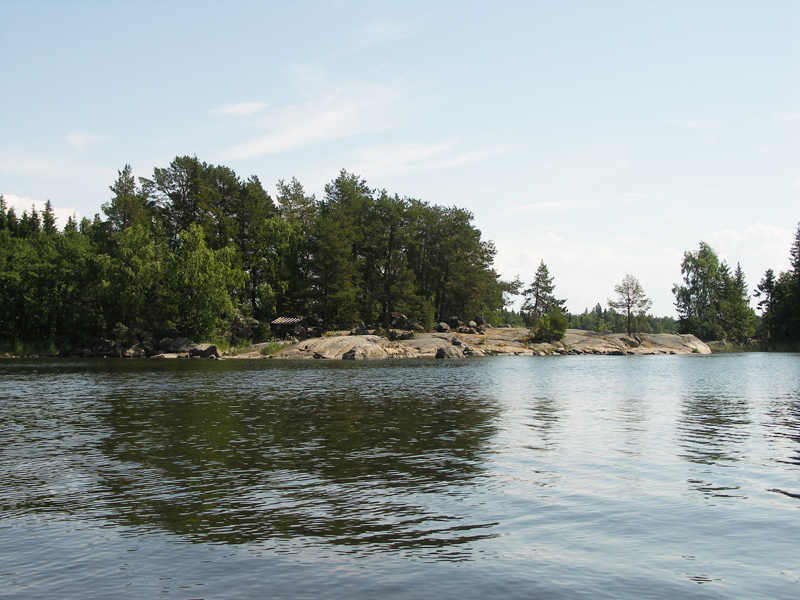
Скелясте узбережжя у Фассґрунді
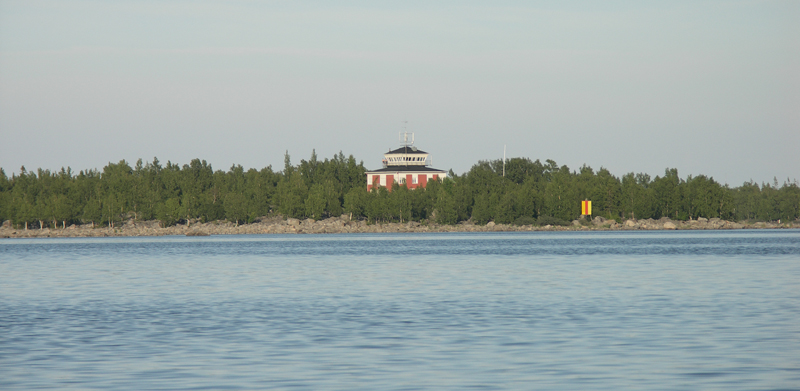
Природно-дослідницька станція на Куммельшері
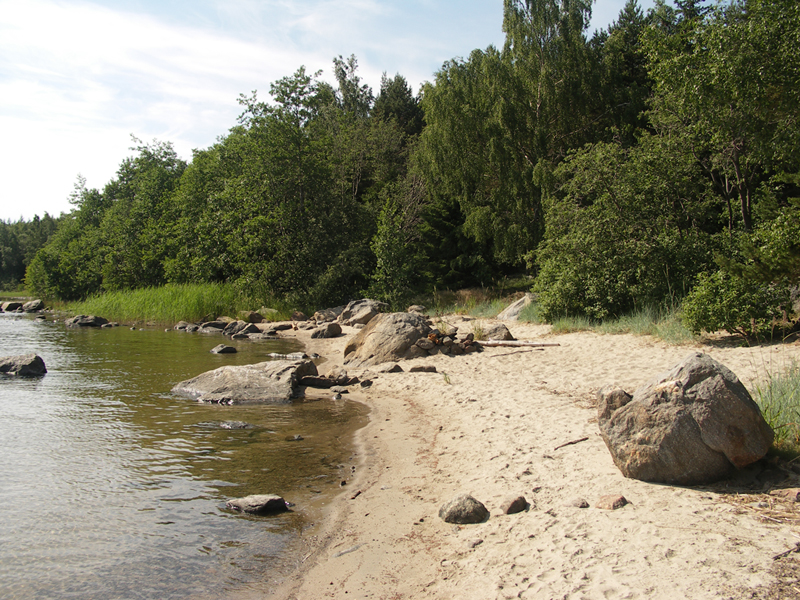
Піщаний пляж на Вітфоґельшері

## Міста-побратими
- муніципалітет Ваєн, Данія
- Юука, Фінляндія
- Ґеусдал, Норвегія
- комуна Геґсбю, Швеція

З 2021 року Веурі також є побратимом шведської комуни Мура.

## Видатні особи
- Кевін Гольмстрем ― співак, комік, учасник гурту KAJ
- Якоб Норрґорд ― співак, комік, учасник гурту KAJ
- Аксель Оман ― співак, комік, учасник гурту KAJ
- Тім Спарв ― фінський футболіст